# Edificio Legislativo de Nunavut
El Edificio Legislativo de Nunavut (en inglés, Legislative Building of Nunavut) es un inmueble gubernamental situado en la ciudad de Iqaluit, la capital del territorio autónomo de Nunavut (Canadá,). Sirve como sede de la Asamblea Legislativa de Nunavut. Consta de una estructura de vidrio y madera de tres pisos con un salón de actos de dos pisos.

## Construcción
Se seleccionó a Nunavut Construction Corporation (ahora NCC Investment Group) para diseñar, construir y operar el edificio legislativo. NCC contrató a la firma de arquitectura de Montreal Arcop para diseñar el edificio y el diseño se presentó por primera vez al público en diciembre de 1997. La construcción comenzó en mayo de 1998 y finalizó en septiembre de 1999, y se inauguró oficialmente en una ceremonia el 19 de octubre de 1999.
NCC Investment Group continúa siendo propietario y operador del edificio, que está arrendado al gobierno territorial.

## Diseño
El edificio posmoderno también incorpora el concepto Inuktituk de lugar de reunión o "Qaggiq".
El vestíbulo del edificio se abre a un atrio de dos plantas. La maza de la Legislatura se almacena fuera del salón de actos. La planta baja alberga las oficinas de los MLA y el Portavoz, mientras que el personal legislativo, la Oficina del Primer Ministro y el personal ejecutivo se encuentran en el segundo piso.
La biblioteca de la Legislatura está en el tercer piso.
Los departamentos gubernamentales restantes se encuentran en el edificio 1088, Noble House.